# Anton Saroka
Anton Henadzevič Saroka (in bielorusso Антон Генадзевіч Сарока?; Minsk, 5 marzo 1992) è un ex calciatore bielorusso, di ruolo attaccante.

## Biografia
Durante la rivoluzione delle ciabatte ha aderito alle proteste antigovernative. Il 12 agosto 2020, mentre partecipava ad una manifestazione nella capitale, è stato arrestato dalle forze di polizia. Il 14 agosto è stato rilasciato.

## Caratteristiche tecniche
È un centravanti.

## Carriera

### Club
Ha esordito il 2 marzo 2011 con la maglia del Partyzan Minsk in occasione del match di Kubak Belarusi pareggiato 0-0 contro l'Homel'.

### Nazionale
Ha giocato nella nazionale bielorussa Under-21.
Ha esordito con la nazionale maggiore il 31 agosto 2017 in un incontro perso 1-0 contro il Lussemburgo.

## Palmarès

### Club

#### Competizioni nazionali
- Coppa di Bielorussia: 2

BATĖ Borisov: 2019-2020, 2020-2021